# Diagramme de bifurcation
Cet article court présente un sujet plus développé dans : Théorie des bifurcations.

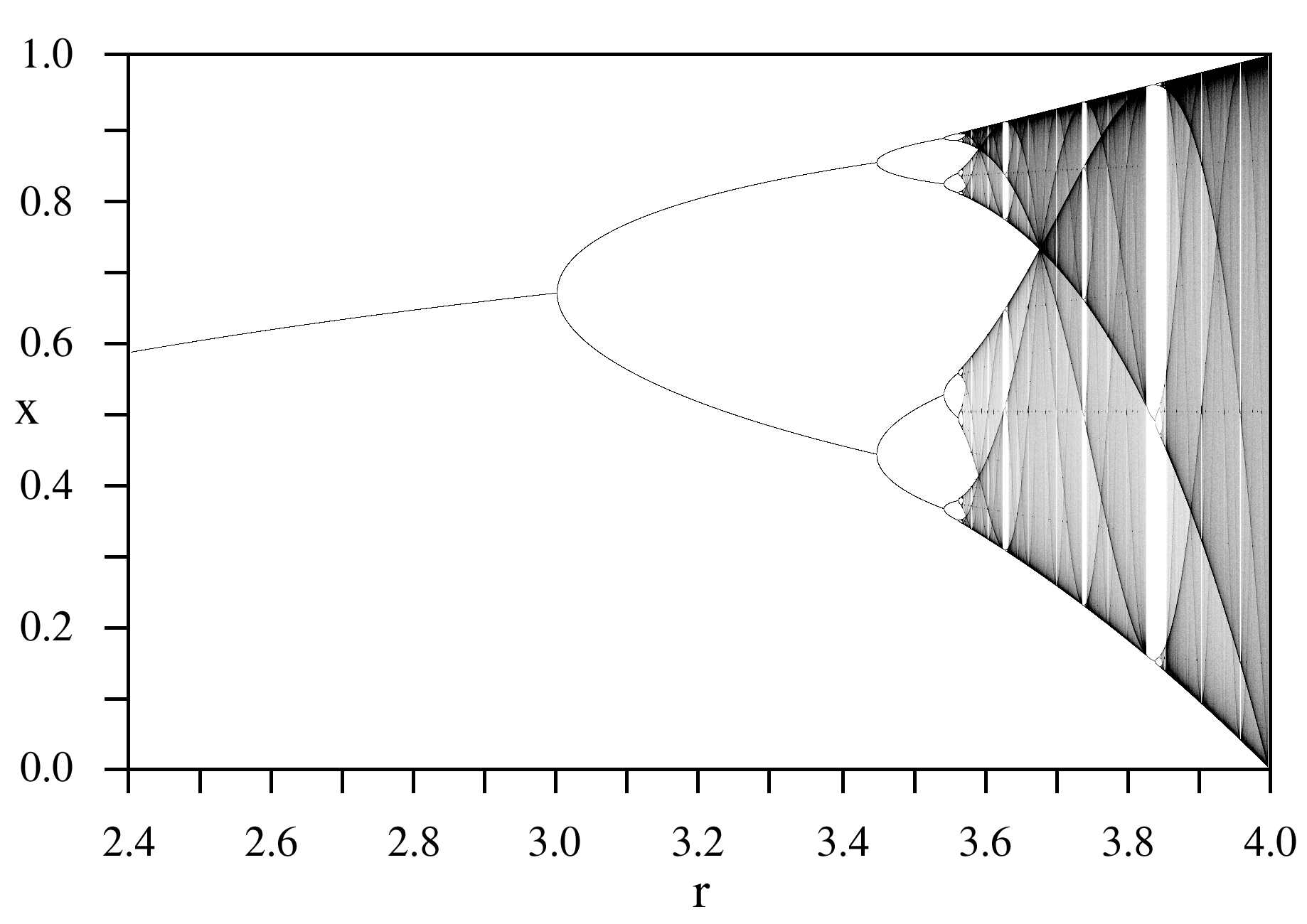
Diagramme de bifurcation de la suite logistique.

En mathématiques, et en particulier dans l'étude des systèmes dynamiques, un diagramme de bifurcation illustre les valeurs visitées asymptotiquement (points fixes, points périodiques, attracteurs chaotiques) par un système en fonction d'un paramètre,.

## Exemples

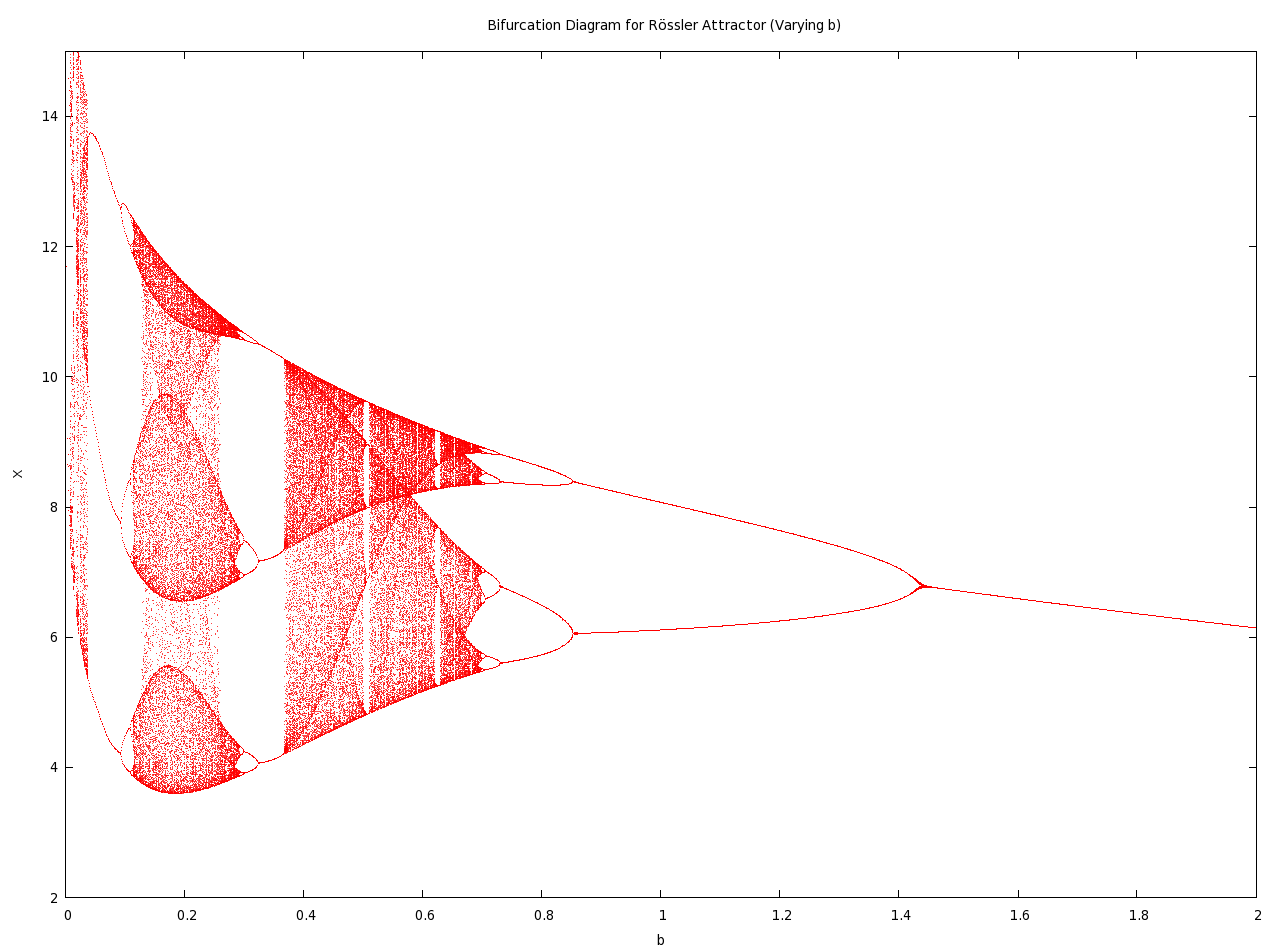
Diagramme de bifurcation pour l'attracteur de Rössler.
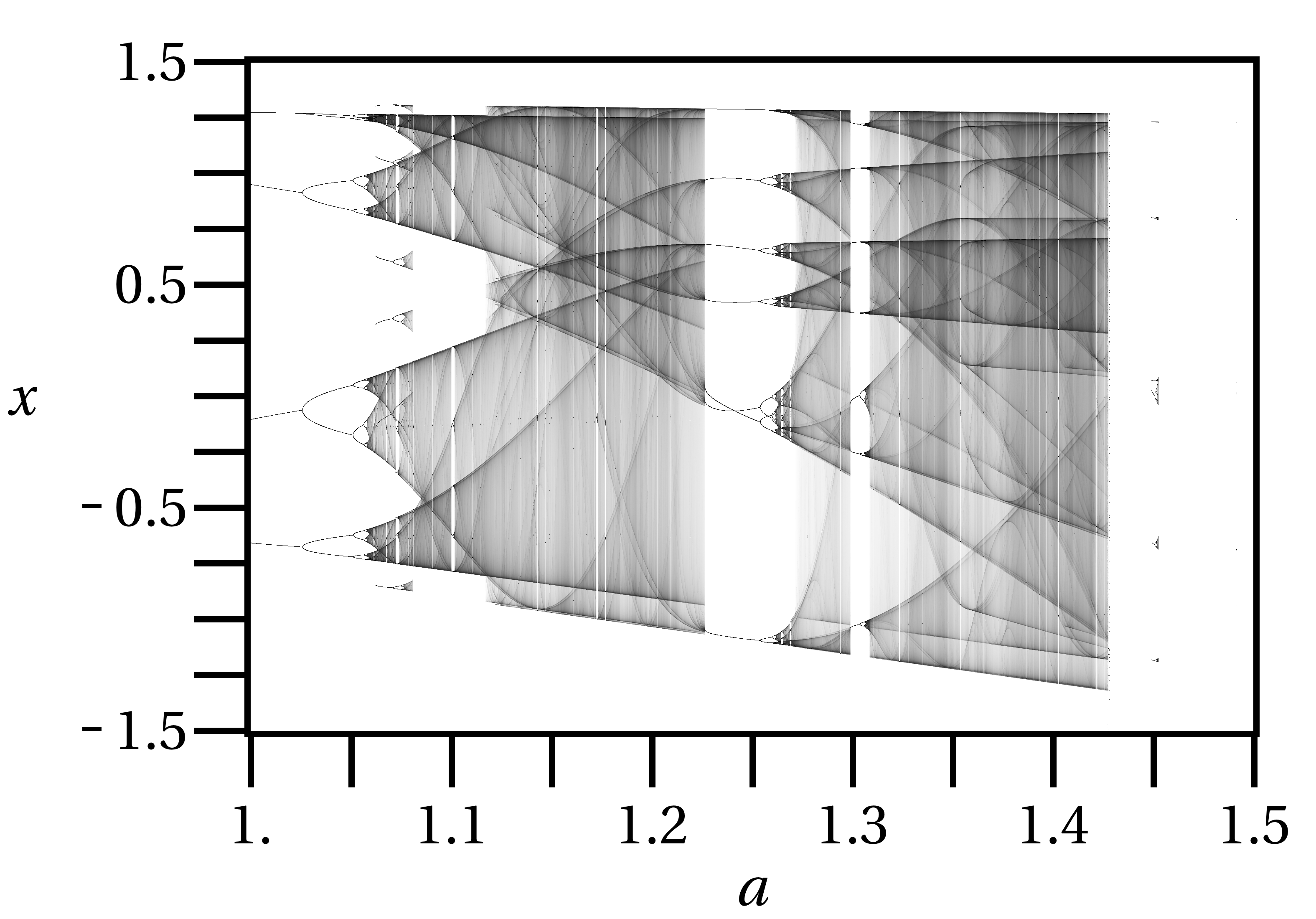
Diagramme de bifurcation pour l'attracteur de Hénon.
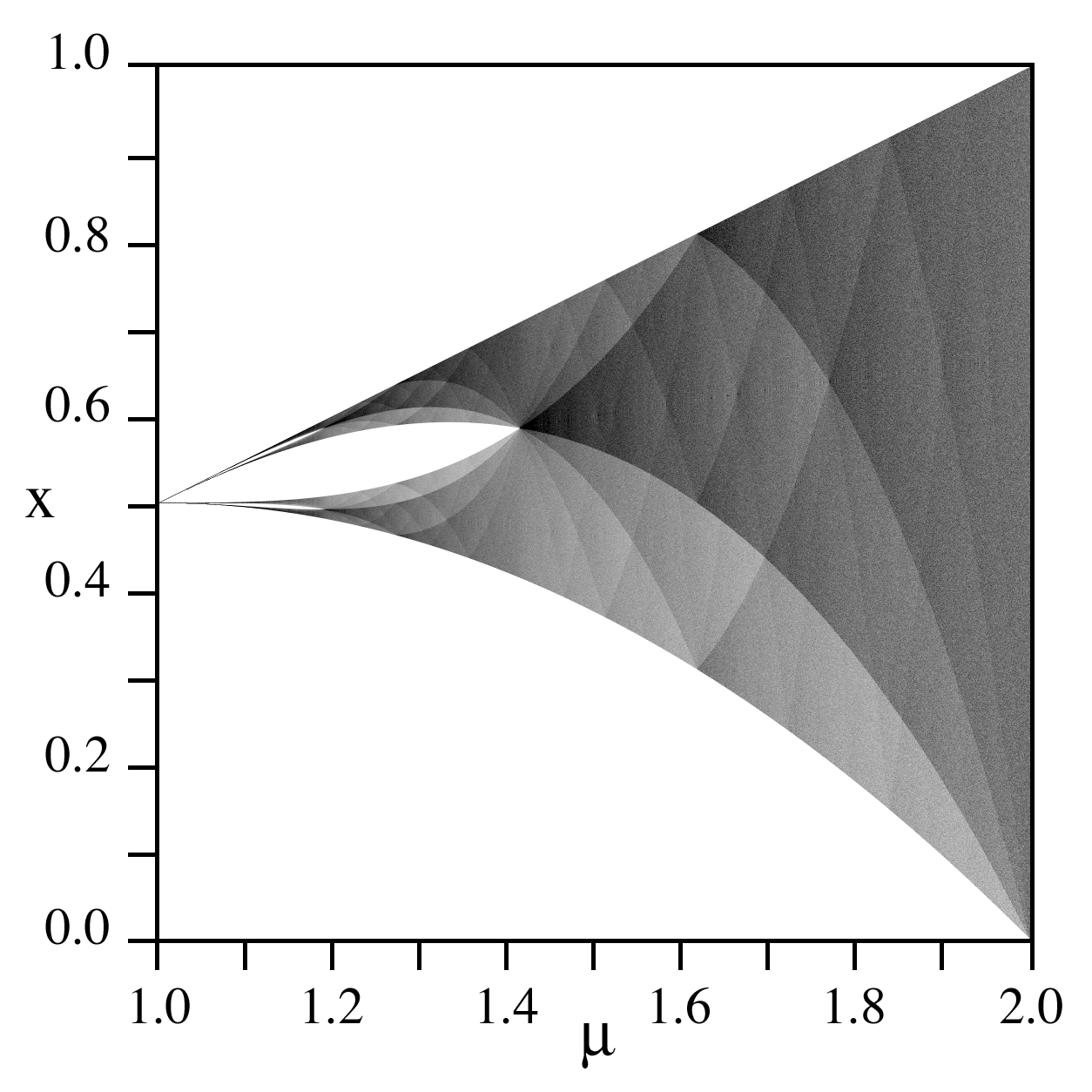
Diagramme de bifurcation de la fonction tente (en).
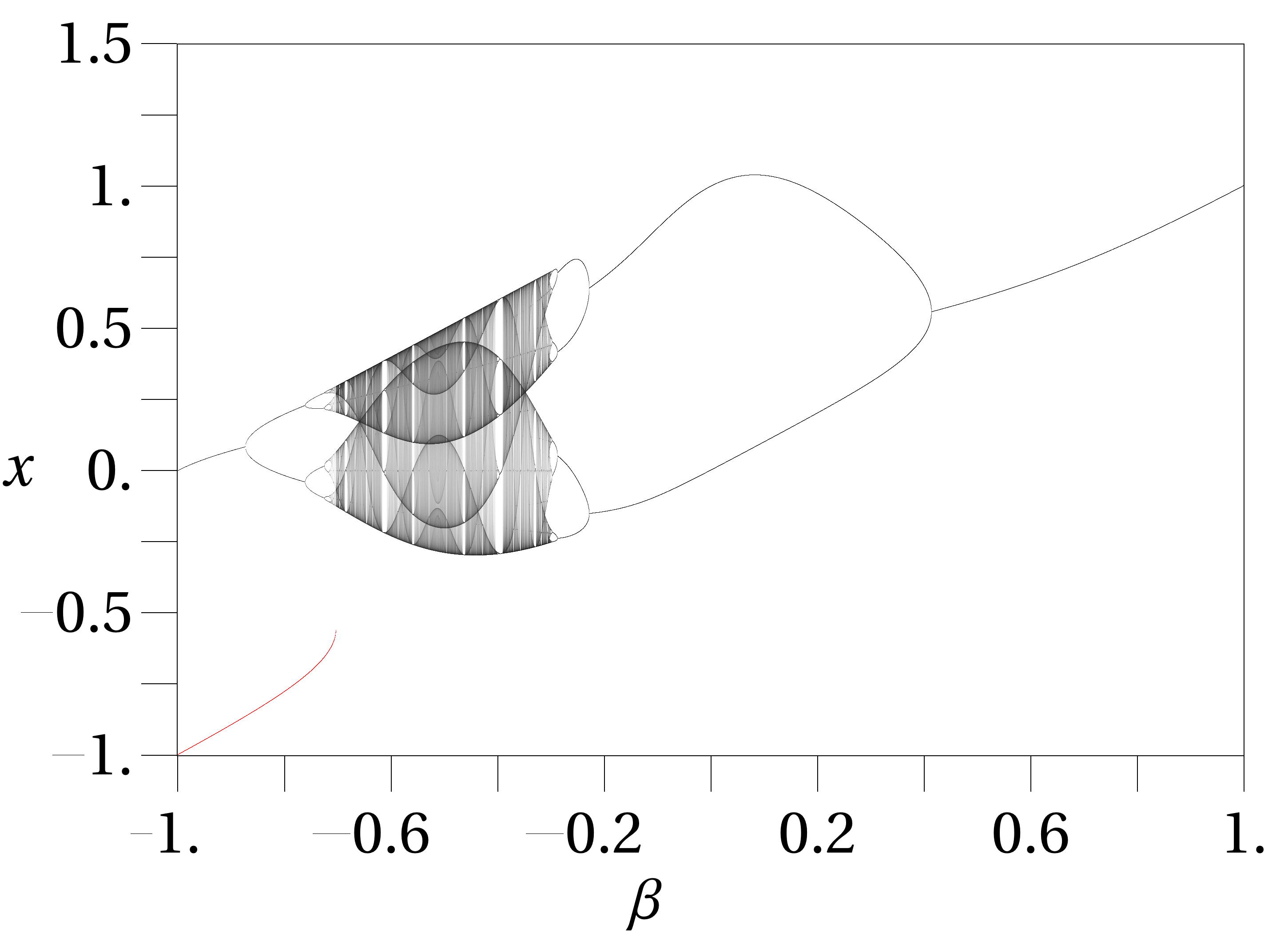
Diagramme de bifurcation de la fonction de Gauss itérée (en).